# Гуртовий Григорій Аркадійович
Григóрій Аркáдійович Гуртовий (рос. Григорий Аркадьевич Гуртовой, народ. 6 червня 1953 рік, Одеса, УССР) — російсько-український підприємець, банкір, мільйонер. Кандидат економічних наук.
Входить до рейтингу «200 найбагатших людей України». За результатами 2012 р. посідає 170-е місце. Його статки експерти оцінюють у 42,4 млн доларів.

## Освіта
У 1985 р. закінчив Московський автомобільно-дорожній інститут (спеціальність «гідропневмоавтоматика і гідропривід»), а в 1989 р. Московський інститут народного господарства ім. Плеханова. Кандидат економічних наук, захистив дисертацію 8 липня 2004 року (тема «Організація процесів управління власністю авіакомпанії»). Прослухав курс управління авіапідприємством в Санкт-Петербурзької академії цивільної авіації.

## Трудова діяльність
У 1989—1991 рр.. — комерційний директор, віце-президент Фонду авіаційної безпеки СРСР (Москва).
У 1991—1997 рр.. працював в авіакомпанії «Трансаеро» (Москва, Росія) займав посади фінансового та комерційного директора, першого віце-президента, виконавчого директора, заступника голови ради директорів. За інформацією ЗМІ, був звільнений акціонерами у зв'язку з виявленими фінансовими порушеннями.
У 1997—1998 рр.. — голова ради директорів представництва британської компанії Atlas Project Management в Росії.
У 1998—2004 рр.. — генеральний директор, голова виконавчого комітету, в 2004—2012 рр.. — співголова наглядової ради авіакомпанії «АероСвіт» (Україна).
З 11 липня 2005 до 2010 р. — керуючий партнер, головний виконавчий директор, голова консультаційної ради, голова ради директорів ТОВ «Ренесанс Капітал Україна».
У 2007—2012 рр.. — член Біржової ради ПрАТ «Українська міжбанківська валютна біржа».
З квітня 2009-ого до 2013 р. — входив до складу Наглядової ради ПАТ «Фінбанк».
У вересні 2013 р. призначений керуючим партнером GHP Group Україна для розвитку бізнесу глобальної фінансової групи GHP Group (раніше — Fleming Family & Partners) в Україні.
20 листопада 2013 р. призначений головою наглядової ради Platinum Bank, після придбання банку одеськими бізнесменами Борисом Кауфманом і Олександром Грановським.
ЗМІ припускали, що Григорій Гуртовий може бути призначений керівником створюваного державного підприємства «Аеродроми України».
Має російський паспорт, виданий Представництвом РФ в Україні 17 серпня 2011 року, а також громадянство Ізраїлю.

## Активи
Володіє 50 % голландської фінансово-промислової групи Gilward Investments B.V. (Strawinskylaan 411 Toren A 4e, 1077 Xx, Amsterdam), до якої входять близько 100 компаній. Її найбільшими активами є 28,5 % акцій компанії «Аерофлот», більше 3 % — РАО ЄЕС, 36 % — авіалізингової компанії «Іллюшин фінанс», а також 37,9 % акцій ЗАТ «АероСвіт».
Григорію Гуртовому належить 100 % в британській компанії Eton Alliance Group Ltd. (Palladium House, 1-4 Argyll Street, London, W1F 7LD) із статутним фондом 450 тисяч фунтів.

## Нагороди
- орден «За заслуги» II ступеня (20 серпня 2008) — за вагомий особистий внесок у зміцнення авторитету України у світі, популяризацію її історичних і сучасних надбань та з нагоди 17-ї річниці незалежності України[16];